# Ole Christen Enger
Ole Christen Enger (* 10. November 1983) ist ein ehemaliger norwegischer Skispringer.
Sein internationales Debüt gab Enger am 15. Dezember 2001 in Lahti beim Springen zum Skisprung-Continental-Cup (COC). Er konnte bereits im ersten Springen COC-Punkte erreichen und kam am Ende auf den 29. Platz. In den folgenden Springen konnte er sich weiter verbessern. Höhepunkt waren zwei vierte Plätze in Bischofshofen und Courchevel. Aufgrund der anhaltend guten Leistungen gab er am 24. Januar 2002 sein Debüt im Skisprung-Weltcup und konnte auch bereits hier im ersten Springen in Hakuba mit Platz 23 erste Weltcup-Punkte erreichen. Es war jedoch der einzige Punktgewinn im Weltcup. Er startete auch weiterhin im Continental Cup und erreichte dort regelmäßig Top-10-Resultate. 2003 wurde er mit dem Team Buskerud gemeinsam mit Tommy Egeberg, Jan Ottar Andersen und Thomas Lobben Norwegischer Meister im Teamspringen auf der Großschanze. Am 12. März 2004 wurde er nochmal ins Aufgebot für den Weltcup in Lillehammer aufgenommen. Jedoch konnte er weder in diesem noch im folgenden Weltcup in Oslo in die Punkte springen und beendete daher im Anschluss daran seine aktive Skispringerkarriere.